# Volta a Portugal de 2008
A 70ª edição da Volta a Portugal em Bicicleta foi disputada entre 14 e 24 de Agosto de 2008, num total de 10 etapas e um Prólogo.
A principal novidade da prova é a exclusão da equipa portuguesa LA-MSS, por envolvimento em escândalo de doping.

## Equipas
Foram confirmadas as equipas participantes na Volta a Portugal 2008 a 1 de Agosto de 2008, confirmando-se a ausência da equipa LA-MSS.
UCI ProTour
- Scott-American Beef (TSL)
- Cofidis (COF)
- Lampre (LAM)

UCI Continental Profissional
- Sport Lisboa e Benfica (SLB)
- Contentpolis-Murcia (GNM)
- Extremadura-Ciclismo Solidario (SPI)
- Agritubel (AGR)
- Ceramica Flaminia-Bossini Docce (FLM)
- Team Garmin-Chipotle (TSL)
- Team Barloworld (BAR).

UCI Continental
- Barbot-Siper (BSP)
- Centro Ciclismo de Loulé (CCL)
- Fercase-Rota dos Móveis (FRM)
- Liberty Seguros (LSE)
- Madeinox-Boavista (MAD)
- Palmeiras Resort-Tavira (PRT)

Nota: Entre parêntesis () a sigla da equipa

## Favoritos
Dos vários corredores, os mais apontados para a vitória final na prova, à partida, eram:
- David Blanco (Clube de Ciclismo de Tavira - Palmeiras Resort Tavira)
- Cândido Barbosa (Sport Lisboa e Benfica)
- José Azevedo (Sport Lisboa e Benfica)
- Rúben Plaza (Sport Lisboa e Benfica)
- Héctor Guerra (Liberty Seguros)
- Nuno Ribeiro (Liberty Seguros)
- Tiago Machado (Madeinox - Boavista)
- David Bernabeu (Barbot - Siper)
- Francisco Mancebo (Fercase - Rota dos Móveis)
- Juan José Cobo (Scott American Beef)
- Santi Pérez (Centro Ciclismo de Loulé)

A negrito, os vencedores de edições anteriores da Volta a Portugal

## Etapas
| Detalhe        | Data         | Cidades da etapa                                                | km                                           | Vencedor da etapa                            | Equipa                                       | Líder da classificação geral                 | Equipa                                       |
| Prólogo        | 13 de Agosto | Portimão-Portimão                                               | 6.4 km (CRI)                                 | Ruben Plaza                                  | SLB                                          | Ruben Plaza                                  | SLB                                          |
| 1ª etapa       | 14 de Agosto | Portimão-Beja                                                   | 198.6 km                                     | Danilo Napolitano                            | LAM                                          | Ruben Plaza                                  | SLB                                          |
| 2ª etapa       | 15 de Agosto | Vila Viçosa-Castelo Branco                                      | 165.5 km                                     | Danilo Napolitano                            | LAM                                          | Ruben Plaza                                  | SLB                                          |
| 3ª etapa       | 16 de Agosto | Idanha-a-Nova-Seia (Alto da Torre)                              | 171.5 km                                     | Rui Sousa                                    | LSE                                          | Rui Sousa                                    | LSE                                          |
| 4ª etapa       | 17 de Agosto | Guarda-Viseu                                                    | 164.6 km                                     | Francisco Pacheco                            | BSP                                          | Rui Sousa                                    | LSE                                          |
|                | 18 de Agosto | Dia de descanso em Viseu - 2ª Etapa da Volta                    | Dia de descanso em Viseu - 2ª Etapa da Volta | Dia de descanso em Viseu - 2ª Etapa da Volta | Dia de descanso em Viseu - 2ª Etapa da Volta | Dia de descanso em Viseu - 2ª Etapa da Volta | Dia de descanso em Viseu - 2ª Etapa da Volta |
| 5ª etapa       | 19 de Agosto | Gouveia-São João da Madeira                                     | 186.0 km                                     | Francisco Pacheco                            | BSP                                          | Rui Sousa                                    | LSE                                          |
| 6ª etapa       | 20 de Agosto | Aveiro-Gondomar                                                 | 170,6 km                                     | Cândido Barbosa                              | SLB                                          | Rui Sousa                                    | LSE                                          |
| 7ª etapa       | 21 de Agosto | Póvoa de Varzim-Santo Tirso (Alto da Nossa Senhora da Assunção) | 177,8 km                                     | Nuno Ribeiro                                 | LSE                                          | Rui Sousa                                    | LSE                                          |
| 8ª etapa       | 22 de Agosto | Barcelos-Fafe                                                   | 169.8 km                                     | Cândido Barbosa                              | SLB                                          | Rui Sousa                                    | LSE                                          |
| 9ª etapa       | 23 de Agosto | Fafe-Mondim de Basto (Alto da Senhora da Graça)                 | 146.2 km                                     | Juan José Cobo                               | Scott American Beef                          | David Blanco                                 | PRT                                          |
| 10ª etapa      | 24 de Agosto | Penafiel-Felgueiras (Alto de Santa Quitéria)                    | 31.2 (CRI) km                                | Hector Guerra                                | Liberty Seguros                              | David Blanco                                 | PRT                                          |
| Etapa da Volta | 18 de Agosto | Viseu-Caramulo-Viseu                                            | 89.3 km                                      | Tiago Ferreira                               | BTT Seia                                     | Tiago Ferreira                               | BTT Seia *                                   |

* "Etapa" realizada no Dia de Descanso, que é um "passatempo" para os cicloturistas, que se devem inscrever atempadamente se quiserem participar nesta "etapa".

### Prólogo
| Pos | Nome              | País           | Equipa                              | Tempo      |
| --- | ----------------- | -------------- | ----------------------------------- | ---------- |
| 1   | Ruben Plaza       | Espanha        | Sport Lisboa e Benfica - Lagos Bike | 00h 07'24" |
| 2   | Hector Guerra     | Espanha        | Liberty Seguros                     | a 02       |
| 3   | Marcel Wyss       | Suíça          | Scoot-American Beef                 | a 05       |
| 4   | Steven Cozza      | Estados Unidos | Garmin-Chipotle                     | a 06       |
| 5   | Tyler Farrar      | Estados Unidos | Garmin-Chipotle                     | a 08       |
| 6   | David Blanco      | Espanha        | Palmeiras Resort-Tavira             | a 11       |
| 7   | Alejandro Marque  | Espanha        | Palmeiras Resort-Tavira             | a 14       |
| 8   | Martin Garrido    | Argentina      | Palmeiras Resort-Tavira             | a 14       |
| 9   | Manuel Lloret     | Espanha        | Barbot-Siper                        | a 19       |
| 10  | Enrique Salgueiro | Espanha        | Extremadura                         | a 19       |

### Etapa 1
| Pos | Nome              | País           | Equipa                              | Tempo     |
| --- | ----------------- | -------------- | ----------------------------------- | --------- |
| 1   | Danilo Napolitano | Itália         | Lampre                              | 5h 10'50" |
| 2   | Francisco Pacheco | Espanha        | Barbot-Siper                        | m.t.      |
| 3   | Martin Garrido    | Argentina      | Palmeiras Resort-Tavira             | m.t.      |
| 4   | Manuel Cardoso    | Portugal       | Liberty Seguros                     | m.t.      |
| 5   | Pedro Soeiro      | Portugal       | Centro de Ciclismo de Loulé         | m.t.      |
| 6   | Manuele Mori      | Itália         | Scott American Beef                 | m.t.      |
| 7   | Tyler Ferrar      | Estados Unidos | Garmin-Chipotle                     | m.t.      |
| 8   | Daryl Impey       | Rússia         | Barloworld                          | m.t.      |
| 9   | Maurizio Biondo   | Itália         | Ceramica Flaminia                   | m.t.      |
| 10  | Cândido Barbosa   | Portugal       | Sport Lisboa e Benfica - Lagos Bike | m.t.      |

### Etapa 2
| Pos | Nome              | País           | Equipa                              | Tempo     |
| --- | ----------------- | -------------- | ----------------------------------- | --------- |
| 1   | Danilo Napolitano | Itália         | Lampre                              | 4h 10'44" |
| 2   | Francisco Pacheco | Espanha        | Barbot-Siper                        | m.t.      |
| 3   | Tyler Ferrar      | Estados Unidos | Garmin-Chipotle                     | m.t.      |
| 4   | Manuel Cardoso    | Portugal       | Liberty Seguros                     | m.t.      |
| 5   | Cândido Barbosa   | Portugal       | Sport Lisboa e Benfica - Lagos Bike | m.t.      |
| 6   | Martin Garrido    | Argentina      | Palmeiras Resort-Tavira             | m.t.      |
| 7   | Manuele Mori      | Itália         | Scott-American Beef                 | m.t.      |
| 8   | Mikel Gaztanaga   | Espanha        | Agritubel                           | m.t.      |
| 9   | Steven Caethovens | Bélgica        | Agritubel                           | m.t.      |
| 10  | Juan Jose Cobo    | Espanha        | Scott-American Beef                 | m.t.      |

### Etapa 3
| Pos | Nome              | País     | Equipa                              | Tempo     |
| --- | ----------------- | -------- | ----------------------------------- | --------- |
| 1   | Rui Sousa         | Portugal | Liberty Seguros                     | 4h 54'37" |
| 2   | David Blanco      | Espanha  | Palmeiras Resort-Tavira             | a 01:40   |
| 3   | Hector Guerra     | Espanha  | Liberty Seguros                     | a 02:45   |
| 4   | Koldo Gil         | Espanha  | Liberty Seguros                     | a 03:07   |
| 5   | Nuno Ribeiro      | Portugal | Liberty Seguros                     | a 04:38   |
| 6   | Ruben Plaza       | Espanha  | Sport Lisboa e Benfica - Lagos Bike | a 04:41   |
| 7   | Francisco Mancebo | Espanha  | Fercase - Rota dos Móveis           | a 04:57   |
| 8   | Santiago Perez    | Espanha  | Centro de Ciclismo de Loulé         | a 04:57   |
| 9   | Vitor Rodrigues   | Portugal | Liberty Seguros                     | a 04:57   |
| 10  | Juan Jose Cobo    | Espanha  | Scott-American Beef                 | a 05:43   |

### Etapa 4
| Pos | Nome              | País           | Equipa                      | Tempo     |
| --- | ----------------- | -------------- | --------------------------- | --------- |
| 1   | Francisco Pacheco | Espanha        | Barbot-Siper                | 4h 54'37" |
| 2   | Enrico Gasparotto | Itália         | Barloworld                  | m.t.      |
| 3   | Manuel Cardoso    | Portugal       | Liberty Seguros             | m.t.      |
| 4   | Tyler Ferrar      | Estados Unidos | Garmin-Chipotle             | m.t.      |
| 5   | Anthony Ravard    | França         | Agritubel                   | m.t.      |
| 6   | Danilo Napolitano | Espanha        | Lampre                      | m.t.      |
| 7   | Rafael Rodriguez  | Espanha        | Contentpolis-Murcia         | m.t.      |
| 8   | Baden Cooke       | Austrália      | Barloworld                  | m.t.      |
| 9   | Patrick Calcagni  | Suíça          | Barloworld                  | m.t.      |
| 10  | Nuno Marta        | Portugal       | Centro de Ciclismo de Loulé | m.t.      |

### Etapa 5
| Pos | Nome              | País           | Equipa                      | Tempo     |
| --- | ----------------- | -------------- | --------------------------- | --------- |
| 1   | Francisco Pacheco | Espanha        | Barbot-Siper                | 4h 30'16" |
| 2   | Tyler Ferrar      | Estados Unidos | Garmin-Chipotle             | m.t.      |
| 3   | Enrico Gasparotto | Itália         | Barloworld                  | m.t.      |
| 4   | Martin Garrido    | Argentina      | Palmeiras Resort-Tavira     | m.t.      |
| 5   | Manuel Cardoso    | Portugal       | Liberty Seguros             | m.t.      |
| 6   | Mikhaylo Khalilov | Ucrânia        | Ceramica Flaminia           | m.t.      |
| 7   | Mauro Santabrogio | Itália         | Lampre                      | m.t.      |
| 8   | Pedro Soeiro      | Portugal       | Centro de Ciclismo de Loulé | m.t.      |
| 9   | Mikel Gaztanaga   | Espanha        | Agritubel                   | m.t.      |
| 10  | Vitaliy Buts      | Ucrânia        | Lampre                      | m.t.      |

### Etapa 6
| Pos | Nome              | País           | Equipa                              | Tempo     |
| --- | ----------------- | -------------- | ----------------------------------- | --------- |
| 1   | Cândido Barbosa   | Portugal       | Sport Lisboa e Benfica - Lagos Bike | 4h 01'29" |
| 2   | Francisco Pacheco | Espanha        | Barbot-Siper                        | m.t.      |
| 3   | Martin Garrido    | Argentina      | Palmeiras Resort-Tavira             | m.t.      |
| 4   | Rafael Rodriguez  | Espanha        | Contentpolis-Murcia                 | m.t.      |
| 5   | Enrico Gasparotto | Itália         | Barloworld                          | m.t.      |
| 6   | Danilo Napolitano | Espanha        | Lampre                              | m.t.      |
| 7   | Tyler Ferrar      | Estados Unidos | Garmin-Chipotle                     | m.t.      |
| 8   | Juan Jose Cobo    | Espanha        | Scott-American Beef                 | m.t.      |
| 9   | David Blanco      | Espanha        | Palmeiras Resort-Tavira             | m.t.      |
| 10  | Pedro Soeiro      | Portugal       | Centro de Ciclismo de Loulé         | m.t.      |

### Etapa 7
| Pos | Nome            | País     | Equipa                              | Tempo     |
| --- | --------------- | -------- | ----------------------------------- | --------- |
| 1   | Nuno Ribeiro    | Portugal | Liberty Seguros                     | 4h 01'29" |
| 2   | Hector Guerra   | Espanha  | Liberty Seguros                     | a 07      |
| 3   | David Blanco    | Espanha  | Palmeiras Resort-Tavira             | a 07      |
| 4   | Cândido Barbosa | Portugal | Sport Lisboa e Benfica - Lagos Bike | a 07      |
| 5   | Koldo Gil       | Espanha  | Liberty Seguros                     | a 07      |
| 6   | Juan Jose Cobo  | Espanha  | Scott-American Beef                 | a 07      |
| 7   | Daniel Martin   | Irlanda  | Garmin-Chipotle                     | a 12      |
| 8   | David Bernabeu  | Espanha  | Barbot-Siper                        | a 14      |
| 9   | Ruben Plaza     | Espanha  | Sport Lisboa e Benfica - Lagos Bike | a 14      |
| 10  | Tiago Machado   | Portugal | Madeinox Boavista                   | a 14      |

### Etapa 8
| Pos | Nome              | País     | Equipa                              | Tempo     |
| --- | ----------------- | -------- | ----------------------------------- | --------- |
| 1   | Cândido Barbosa   | Portugal | Sport Lisboa e Benfica - Lagos Bike | 4h 17'30" |
| 2   | Francisco Pacheco | Espanha  | Barbot-Siper                        | m.t.      |
| 3   | Ruben Plaza       | Espanha  | Sport Lisboa e Benfica - Lagos Bike | m.t.      |
| 4   | Juan Jose Cobo    | Espanha  | Scott-American Beef                 | m.t.      |
| 5   | Hector Guerra     | Espanha  | Libery Seguros                      | m.t.      |
| 6   | Nuno Ribeiro      | Portugal | Liberty Seguros                     | a 04      |
| 7   | Santiago Perez    | Espanha  | Centro de Ciclismo de Loulé         | a 04      |
| 8   | Francisco Mancebo | Espanha  | Fercase-Rota dos Móveis             | a 04      |
| 9   | Koldo Gil         | Espanha  | Liberty Seguros                     | a 04      |
| 10  | Daniel Martin     | Irlanda  | Garmin-Chipotle                     | a 04      |

### Geral Individual Etapa 9
| Pos | Nome              | País     | Equipa                              | Tempo      |
| --- | ----------------- | -------- | ----------------------------------- | ---------- |
| 1   | Rui Sousa         | Portugal | Liberty Seguros                     | 35h 03'09" |
| 2   | David Blanco      | Espanha  | Palmeiras Resort Tavira             | a 41       |
| 3   | Hector Guerra     | Espanha  | Liberty Seguros                     | a 01:33    |
| 4   | Koldo Gil         | Espanha  | Liberty Seguros                     | a 02:32    |
| 5   | Ruben Plaza       | Espanha  | Sport Lisboa e Benfica - Lagos Bike | a 03:40    |
| 6   | Nuno Ribeiro      | Portugal | Liberty Seguros                     | a 03:59    |
| 7   | Tiago Machado     | Portugal | Madeinox-Boavista                   | a 04:41    |
| 8   | Francisco Mancebo | Espanha  | Fercase-Rota dos Móveis             | a 04:43    |
| 9   | Cândido Barbosa   | Portugal | Sport Lisboa e Benfica - Lagos Bike | a 04:49    |
| 10  | Juan Jose Cobo    | Espanha  | Scott-American Beef                 | a 05:17    |

### Geral Individual Etapa 10
| Pos | Nome              | País     | Equipa                              | Tempo     |
| --- | ----------------- | -------- | ----------------------------------- | --------- |
| 1   | David Blanco      | Espanha  | Palmeiras Resort Tavira             | 39:06:20" |
| 2   | Héctor Guerra     | Espanha  | Liberty Seguros                     | a 52      |
| 3   | Koldo Gil         | Espanha  | Liberty Seguros                     | a 02:43   |
| 4   | Rui Sousa         | Portugal | Liberty Seguros                     | a 02:49   |
| 5   | Ruben Plaza       | Espanha  | Sport Lisboa e Benfica - Lagos Bike | a 03:24   |
| 6   | Juan José Cobo    | Espanha  | Scott-American Beef                 | a 03:37   |
| 7   | Francisco Mancebo | Espanha  | Fercase-Rota dos Móveis             | a 04:09   |
| 8   | Cândido Barbosa   | Portugal | Sport Lisboa e Benfica - Lagos Bike | a 04:46   |
| 9   | Daniel Martin     | Irlanda  | Garmin Chipotle                     | a 05:25   |
| 10  | Santiago Perez    | Espanha  | Centro de Ciclismo de Loulé         | a 05:32   |

## Classificação Final
| Lugar | Nome              | Nacionalidade | Equipa                              | Tempo     |
| 1     | David Blanco      | Espanha       | Palmeiras Resort Tavira             | 39:06:20" |
| 2     | Héctor Guerra     | Espanha       | Liberty Seguros                     | a 52      |
| 3     | Koldo Gil         | Espanha       | Liberty Seguros                     | a 02:43   |
| 4     | Rui Sousa         | Portugal      | Liberty Seguros                     | a 02:49   |
| 5     | Ruben Plaza       | Espanha       | Sport Lisboa e Benfica - Lagos Bike | a 03:24   |
| 6     | Juan José Cobo    | Espanha       | Scott-American Beef                 | a 03:37   |
| 7     | Francisco Mancebo | Espanha       | Fercase-Rota dos Móveis             | a 04:09   |
| 8     | Cândido Barbosa   | Portugal      | Sport Lisboa e Benfica - Lagos Bike | a 04:46   |
| 9     | Daniel Martin     | Irlanda       | Garmin Chipotle                     | a 05:25   |
| 10    | Santiago Perez    | Espanha       | Centro de Ciclismo de Loulé         | a 05:32   |

## Outras Classificações
Pontos (camisola branca): Francisco Pacheco
Montanha (camisola verde): Rui Sousa
Juventude (camisola laranja): Tiago Machado
Geral equipas: Liberty Seguros